# توفيق بين الأديان

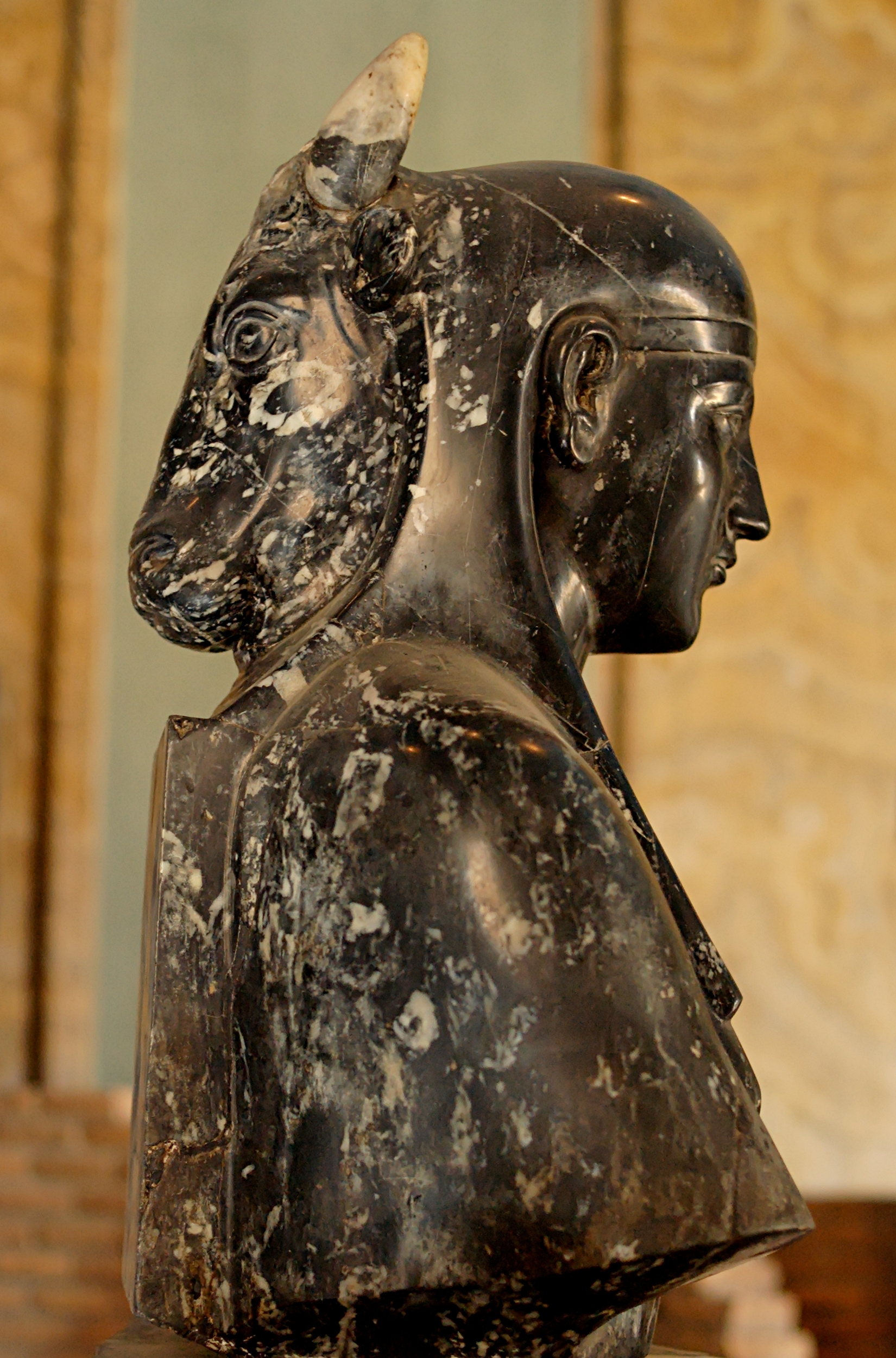

التوفيق بين الاديان أو "التّلفيقيّة" (بالإنجليزية: Syncretism) هو محاولة للتوفيق بين المعتقدات الدينية المختلفة وأخذ مجموعة من المبادئ من مختلف الديانات والخلط بينها وبين مختلف المدارس الفكرية، ووفقًا للفلسفة الخالدة، فالتجارب الصوفية في جميع الأديان هي نفسها في الأساس. وهي تفترض بأن العديد من الأديان، أو جميع أديان العالم، نشأت من التعاليم الصوفية، بما في ذلك غوتاما بوذا ويسوع ولاوتزه وكريشنا. ترى هذه الفلسفة أيضًا أن معظم التقاليد الدينية تصف التجربة الروحانية الأساسية، على الأقل من الناحية الباطنية. ويعتبر ألدوس هكسلي من أكبر أنصار الفلسفة الخالدة في العصر الحديث.[بحاجة لمصدر]

## وجهات نظر

### رأي السلفيين
لا يعترف السلفيون بالتجربة الدينية، ولكن يرون أنها تعتبر بدعة تسمى التوفيق بين الأديان، وأنه قد ظهر هذا الاتجاه في بعض البلدان الإسلامية، وتأثر بعض المنتسبين إلى التصوف بجملة من الأديان، حيث يرى السلفي الباكستاني إحسان إلهي ظهير تأثر الكثير من المتصوفة بأديان الهند حيث يقول:«كون التصوف وتعاليمه وفلسفته، أوراده وأذكاره، وطرق الوصول إلى المعرفة، والمؤدية إلى الفناء مأخوذة مستقاة من المذاهب الهندية والمانوية والزرادشتية أيضاً فلا ينكرها منكر، ولا يردها أحد، ولا يشك فيها شاك، بل إن كبار الكتّاب عن التصوف والباحثين فيه من المستشرقين والمسلمين، وحتى الصوفية أقروا بذلك حيث لم يسعهم إلا الاعتراف بهذه الحقيقة الظاهرة الجلية التي لا يمكن تجاهلها ولا إغفالها البتة».[بحاجة لمصدر]
ويقول السلفي عبد الرحمن دمشقية: «وعلى هذا نرى أن التصوف... قد تأثر بالاتجاه الهندي عموماً والبرهمي خصوصاً... إذن فالقول بالفناء الذي يدين به الصوفية هندي بحت، وحتى الطريقة الممهدة لحصول هذا الفناء ـ وهي طريقة الرياضة، ومخالفة الشهوة وتعذيب الجسد ـ هي طريقة هندية أخذها الصوفية عنهم.. وهذا ليس بسرّ، فالصوفية يصرحون بذلك ويشيرون إلى عبادة الهنود، ورياضاتهم ويتمثلون بها مما يؤكد أخذهم عن هذا المصدر»، والمقصود هنا بالفناء ما يطلق عليه نيرفانا.[بحاجة لمصدر]
ونفس الرأي يصرح به الأستاذ أنور الجندي الذي يقول:«وقد تأثر التصور الصوفي بمفاهيم الغنوصية والفلسفات اليونانية والهندية والمسيحية عليه، وكلها خارجة عن مفهوم التوحيد الخالص وبعيدة عن التصور الإسلامي وقيم الإسلام الأصيلة».[بحاجة لمصدر]

### رأي الصوفية
بينما يرى الصوفية أن هذا غير صحيح، وليس اقتباساً من الديانات الأخرى، لأنه لا دليل عليه، وإنما هو تشابه التجربة الإنسانية الروحية  في مختلف الديانات، نتيجة وحدة النفس البشرية، ولو اختلفت اللغات والثقافات. والتصوف هو نتيجة جهود عقلية ومجاهدات روحية تخصص فيها الصوفية، فنتج عنها فهم مختلف عن فهم الفقهاء السطحي. قال العز بن عبد السلام: قعد القوم من الصوفية على قواعد الشريعة التي لا تنهدم دنيا وأخرى وقعد غيرهم على الرسوم ورجل عالم فقيه أصولي متكلم متبحر في معرفة عقائد الفرق والمذاهب مثل الإمام الغزالي، يرى أن التصوف هو أرقى ما توصل إليه العقل البشري من الرقي، فيقول: «إني علمت يقينا أن الصوفية هم السالكون لطريق الله تعالى، خاصة وأن سيرتهم أحسن السير، وطريقتهم أصوب الطرق، وأخلاقهم أزكى الأخلاق، بل لو جمع عقل العقلاء وحكمة الحكماء وعلم الواقفين على أسرار الشرع من العلماء، ليغيروا شيئا من سيرهم وأخلاقهم، ويبدلوه بما هو خير منه، لم يجدوا إلى ذلك سبيلا، فإن جميع حركاتهم وسكناتهم في ظاهرهم وباطنهم من نور مشكاة النبوة، وليس وراء نور النبوة على وجه الأرض نور يستضاء به». فهو يرى أن التصوف مبني على سنة النبي محمد وفهم روح منهاجه وطريقه.

## الأدوار الاجتماعية والسياسية
قد يُظهر التوفيق الصريح بين الأديان في المعتقد الشعبي حالة من القبول الثقافي لتقليدٍ دخيل أو سابق، لكن قد تبقى العبادة «الأخرى» أو تتغلغل دون توفيق مشروع. مثلًا، استحدث بعض المتحولين (المسيحيين الجدد) نوعًا من العبادة على إثر شهدائهم من ضحايا محاكم التفتيش الإسبانية، وهكذا أدخلوا مقومات من الكاثوليكية رغم معارضتهم لها.
يُمثل ملوك كوش الذين حكموا مصر العليا لما يقارب القرن وكل مصر لما يقارب 57 سنة، من 721 إلى 664 قبل الميلاد، الأسرة النوبية (المصرية) الخامسة والعشرين في عمل مانيتون  تاريخ مصر، أنشأوا عبادة توفيقية، مُماهين إلههم ديدان مع أوزيريس المصري. حافظوا على هذه العبادة حتى بعد اقتيادهم إلى خارج مصر. بُني معبد مكرس لهذا الإله التوفيقي، من قِبل حاكم كوش أتلانيرسا، واكتُشف في جبل البركل.
كانت التوفيقية بين الأديان شائعة خلال العصر الهلنستي، من خلال مُماهاة الحكام لمجموعة من الآلهة المحلية في أجزاء مختلفة من مناطق سيطرتهم مع الإله والإلهة المناسبة من مجموعة الآلهة الإغريقية (البانتيون)، كوسيلة لزيادة ترابط المملكة. كانت هذه الممارسة مقبولة في أغلب المناطق، ولكن مرفوضة بشدة من قِبل اليهود الذين اعتبروا مماهاة يهوه مع زيوس الإغريقي أسوا ما في التجديف. استمرت الإمبراطورية الرومانية بهذه الممارسة، أولًا من خلال مماهاة الآلهة الرومانية التقليدية مع اليونانية، ما أنتج الوثنية اليونانية الرومانية، وبعدها مماهاة أعضاء من تلك الوثنية مع الآلهة المحلية للولايات الرومانية المختلفة. يُقال بأن هناك شكلًا غير معلن من التوفيقية وهو نقل عدة صفات من الإلهة إيزيس –التي كانت عبادتها منتشرة بشكل واسع في فترة نهايات الإمبراطورية الرومانية– إلى مريم العذراء المسيحية. عززت بعض الحركات الدينية التوفيق الصريح، مثل حالة الجمع بين معتقدات الشينتو مع البوذية أو الاندماج المزعوم لأفكار الوثنية مع المسيحية خلال انتشارها في بلاد الغال والجزر البريطانية وألمانيا واسكندنافيا. في أوقات لاحقة، ماهت البعثات التبشيرية المسيحية في أميركا الشمالية مانيتو –طاقة الحياة الروحية والجوهرية في المعتقدات التقليدية عند الجماعات الألغونكية– مع إله المسيحية الواحد. أُجريت حالات مشابهة من قِبل المبشرين في مناطق أخرى من الأمريكيتين وأفريقيا، متى ما صادفوا معتقدًا محليًا لإله أعلى أو روح أعلى من أي نوع.
يمكن رؤية التأثيرات الهندية في الممارسة المتبعة عند الإسلام الشيعة في ترينيداد. رفضها آخرون بشدة باعتبارها تقليلًا لقيمتهم ومساسًا بتفردهم الثمين والأصيل؛ من الأمثلة على ذلك، اليهودية في فترة الهيكل الثاني  بعد السبي البابلي ومعظم المسيحية البروتستانتية.
يميل التوفيق بين الأديان إلى تيسير التعايش المشترك والوحدة بين الثقافات المختلفة والآراء العالمية (كفاءة التفاعل بين الثقافات)، وهو عامل أُوصي به للحكام في الإمبراطوريات ذات الاثنيات المتعددة. وفي المقابل، يمكن أن يساعد رفض التوافقية بين الأديان، غالبًا باسم «التقوى» أو «الأرثوذكسية (كمُصطلح)»، على خلق أو تعزيز أو توثيق روح ثقافية واحدة غير ممسوسة عند أقلية أو أكثرية واضحة المعالم.

## تأثير الإسلام على الزرادشتية
يذكر المستشرق آرثر كرستنسن في كتابه " إيران في العصر الساساني" أن المصادر التي ترجع إلى عهد الدولة الساسانية في اللغة الفارسية القديمة والتي تشير إلى العقيدة الزرادشتية لا تتطابق مع المصادر التي ظهرت بعد انهيار الدولة، مثل المصدر البهلوي وغيره، والسبب هو أنه بسبب سقوط الدولة الساسانية حاول رجال الدين الزرادشتيون إنقاذ دينهم من الانقراض من خلال تعديله ليشبه دين المسلمين للاحتفاظ بالأتباع في الديانة الزرادشتية. ويذكر الدكتور كيرسي أنتيا بان النصوص البهلوية ( الكتابات الزرادشتية باللغة البهلوية التي ظهرت بعد سقوط الإمبراطورية الساسانية) تعرضت لتاثير اجنبي

ويعلق جيراردو جنولى الإيطالي, مؤرخً للأديان والخبيرً في الشؤون الإيرانية على أن الفتح الإسلامي لبلاد فارس كان له تأثير كبير على العقيدة الزرادشتية.
بعد الفتح الإسلامي لبلاد فارس وهجرة العديد من الزرادشتيين إلى الهند وبعد تعرضهم للدعاية الإسلامية والمسيحية ذهب الزرادشتيون وخاصة البارسيون في الهند إلى حد إنكار الثنائية واعتبار أنفسهم موحدين تماما وبعد عدة تحولات وتطورات تلاشت تدريجيا إحدى السمات المميزة للديانة الزرادشتية وكادت أن تختفي من الزرادشتية الحديثة 
ووصف مانيكجي نوسروانجي, عقيدة طائفة الكيومرثية بأنها محاولة أخرى للتخفيف من الثنائية التي لطالما شكّلت جوهر الزرادشتية. ويرجع ذلك إلى تأكيد النبي محمد على التوحيد وجراء استهزاء المسلمين بعقيدة عبادة إلهين، مما جعل الزرادشتيين يعتبرون الثنائية عيبًا، فأضافوا إليها التوحيد، مما أدى إلى انقسام الزرادشتيين إلى فرق. ويذكر أمثلة على محاولة الزرادشتيين ترسيخ عقيدة توحيدية من خلال التقليل من أهمية أهريمان، مثل القول بأن أهورامزدا أجاز وجود الشر، أو أن أهريمان كان ملاكًا فاسدًا ثار على أهورامزدا. ثم يذكر اسم كتاب فارسي من القرن 15 يذكر أن المجوس (الزرادشتيين) يعتقدون أن الله وإبليس أخوان